# فيلي بورتر
فيلي بورتر (بالإنجليزية: Willie Porter)‏ (1 يناير 1894 بلندن في المملكة المتحدة - ) هو لاعب كرة قدم بريطاني (وحمل سابقاً جنسية المملكة المتحدة لبريطانيا العظمى وأيرلندا) في مركز الهجوم. لعب مع تشيلسي ونادي فولهام ونادي لوتون تاون وLondon Caledonians F.C. ‏ وIlford F.C. ‏.